# Freddy Thielemans
Freddy Thielemans (Laken, 11 september 1944 – Neder-Over-Heembeek, 29 januari 2022) was burgemeester van Brussel tussen 2001 en 2013 en lid van de Parti Socialiste.

## Biografie
Hij haalde het diploma van gegradueerde in de Handelswetenschappen en geaggregeerde in de Germaanse Talen voor het lager secundair onderwijs. Hij was leerkracht Germaanse talen in verschillende secundaire scholen van Brussel.
Via zijn grootvader Georges Thielemans, socialistisch gemeenteraadslid van Brussel en volksvertegenwoordiger, kwam Freddy Thielemans in aanraking met het marxisme. Aanvankelijk was hij het communisme genegen en werd hij lid van de Communistische Jongeren. Later evolueerde hij richting socialisme en sloot hij zich aan bij de socialistische partij. Van februari 1973 tot september 1976 was hij gedetacheerde bij de Jongsocialisten, die hij vertegenwoordigde bij verschillende internationale organisaties. Zo was hij in die periode deskundige bij het Europees Fonds van de Jeugd, secretaris bij de EUSY, de Europese tak van de Internationale Unie van Socialistische Jongeren en secretaris bij de Unie van Socialistische Jongeren van het Europa van de Negen.
Na zijn periode bij de Jongsocialisten keerde Thielemans in 1976 terug naar het onderwijs. In maart 1983 werd hij vervolgens kabinetschef van de Brusselse burgemeester Hervé Brouhon. Hij werd ondertussen eveneens verkozen tot voorzitter van de PS-afdeling van de stad Brussel. In oktober 1988 werd Thielemans verkozen tot gemeenteraadslid van Brussel. Hoewel hij slechts 517 voorkeurstemmen behaalde, werd hij in januari 1989 schepen bevoegd voor Schone Kunsten. Eind 1993 kreeg hij tevens de bevoegdheid Onderwijs.
In maart 1994 moest de in opspraak gekomen Michel Demaret (PSC) ontslag nemen als burgemeester van Brussel. Thielemans riep zichzelf uit tot waarnemend burgemeester, zich daarbij baserend op een bestuursakkoord. Eerste schepen Fernand Lefère (CVP) noemde zich echter ook waarnemend burgemeester, op grond van de Gemeentewet. Uiteindelijk werd het conflict bijgelegd en legde Thielemans eind april 1994 de eed af als burgemeester. Na de gemeenteraadsverkiezingen van oktober 1994 werd Thielemans opnieuw eerste schepen met de bevoegdheid Onderwijs en was hij van 1995 tot 2001 tevens voorzitter van de vzw Atomium. Van 1995 tot 1999 zetelde Thielemans eveneens in het Brussels Hoofdstedelijk Parlement. In juni 1999 werd hij dan verkozen in het Europees Parlement, waardoor hij ontslag moest nemen als schepen van Brussel. Begin 2001 nam hij ontslag als Europees Parlementslid, nadat hij bij de gemeenteraadsverkiezingen van oktober 2000 de burgemeesterssjerp van Brussel opnieuw had verworven. Hij combineerde dit ambt met de bevoegdheid Onderwijs, die in 2002 inruilde voor Financiën. Zowel bij de gemeenteraadsverkiezingen van 2006 als die van 2012 werd Thielemans herkozen als burgemeester. In november 2013 kondigde hij zijn ontslag als burgemeester aan en nam hij afscheid van de Brusselse gemeentepolitiek. Op 16 december 2013 volgde Yvan Mayeur hem op als burgemeester van Brussel. Van 2009 tot 2014 zetelde hij bovendien nogmaals in het Brussels Hoofdstedelijk Parlement.
Hij was naar eigen zeggen lid van een vrijmetselaarsloge.
In 2014 kreeg Thielemans de titel van Officier in het Franse Legioen van Eer. Hij kreeg de erkenning voor zijn engagement met betrekking tot de Frans-Belgische relaties en voor zijn verdiensten in vrijheid en Europese constructie.
Sinds een val van de trap in zijn huis op 11 juli 2016, waaraan hij een schedelfractuur en hersenbloeding overhield, ging zijn gezondheid achteruit. Thielemans overleed op 29 januari 2022 in een rusthuis in de Brusselse deelgemeente Neder-Over-Heembeek. Hij werd 77 jaar.

### Incidenten
Op 2 april 2005 veroorzaakte Thielemans een incident tijdens een bezoek van de UMP-burgemeester van het Franse Angoulême, Philippe Mottet, in het kader van de Quinzaine de la Bande Dessinée. Toen tijdens het avonddiner om 21h53 een sms-berichtje de dood van paus Johannes-Paulus II aankondigde riep Freddy Thielemans met luide stem: "Du champagne pour tout le monde et de l'eau pétillante pour Monsieur Philippe Mottet." Daarop veerde deze laatste beledigd recht en verliet met zijn gevolg de zaal.
In augustus 2007 maakte hij een omstreden beslissing door een betoging die in Brussel gepland was op 11 september 2007 tegen de islamisering van Europa te verbieden. De betoging was gepland door Stop the Islamisation of Europe (SIOE), een Europese koepelorganisatie met onder meer de Deense anti-islampartij SIAD, het Britse No Sharia Here en het Duitse Pax Europa. Er was een tegenbetoging aangekondigd en de burgemeester verklaarde dat hij voor rellen vreesde. De Duitse journalist en politicus Udo Ulfkotte van Pax Europe verklaarde in een reactie dat hij de beslissing van Thielemans niet begreep: "Wij willen geen onrust of problemen veroorzaken. Wij vragen respect voor burgerrechten en wij vragen gewoon dat onze burgervrijheden niet geblokkeerd worden door moslimgroeperingen". Ulfkotte kondigde gerechtelijk stappen bij de Raad van State tegen de beslissing van de burgemeester aan. Ook Jurgen Verstrepen (Lijst Dedecker) viel hard uit naar Thielemans naar aanleiding van dit incident en verklaarde dat dit een beknotting van de vrije meningsuiting inhield.
Eind april 2008 kwam Thielemans opnieuw negatief in de aandacht nadat in zijn opdracht 148 betogers werden opgepakt op een betoging van mensen zonder papieren. 14 vluchtelingen werden achteraf niet vrijgelaten, maar opgesloten in een gesloten asielcentrum. Tijdens het 1 meifeest dat daarop volgde werd Thielemans hierover sterk aangepakt door mensen zonder papieren en hun sympathisanten, en verschillende syndicalisten. Thielemans moest uiteindelijk voortijdig het 1 meifeest te Brussel verlaten.
Op 1 februari 2010 stelde hij naar aanleiding van gewelddadige incidenten in het Brusselse waarbij met oorlogswapens naar politieagenten was geschoten, dat dergelijke feiten "eigen zijn aan de grootstad" en "een fait divers, wel een ernstig fait divers". Deze uitspraak ontlokte felle protesten van de politievakbonden en minister van Binnenlandse Zaken Annemie Turtelboom. Een van deze geweldplegers blies zich op 22 maart 2016 op als zelfmoordterrorist tijdens de Aanslag in Zaventem.